# Distrikt Unicachi
Der Distrikt Unicachi liegt in der Provinz Yunguyo in der Region Puno in Südost-Peru. Der Distrikt wurde am 18. Mai 1982 gegründet. Er besitzt eine Fläche von 5,76 km². Beim Zensus 2017 wurden 1105 Einwohner gezählt. Im Jahr 1993 betrug die Einwohnerzahl 3098, im Jahr 2007 3571. Sitz der Distriktverwaltung ist die 3841 m hoch gelegene Ortschaft Marcaja mit 457 Einwohnern (Stand 2017). Marcaja befindet sich 12 km ostnordöstlich der Provinzhauptstadt Yunguyo.

## Geographische Lage
Der Distrikt Unicachi befindet sich im Osten der Provinz Yunguyo. Er liegt im Süden der Copacabana-Halbinsel am Nordwestufer des Wiñaymarka, dem Südteil des Titicacasees. Zum Distrikt gehören die dem Ufer vorgelagerten Inseln Isla Iscaya und Isla Llote.
Der Distrikt Unicachi grenzt im Westen an den Distrikt Ollaraya sowie im Norden an den Distrikt Tinicachi.

## Ortschaften
Im Distrikt gibt es neben dem Hauptort folgende größere Ortschaften:
- Isla Iscaya